# Нгуєм Мань Кам
Нгуєм Мань Кам (в'єт. Nguyễn Mạnh Cầm) (15 червня 1929, Вінь, Нгеан, Французький Індокитай, В'єтнам) — в'єтнамський дипломат і політик Комуністичної партії В'єтнаму. Міністр закордонних справ з 1991 по 2000 рік і віце-прем'єр-міністр Соціалістичної Республіки В'єтнам між 1997 і 2002 роками.

## Життєпис
Нгуєм Мань Кам став членом Комуністичної партії Індокитаю у 1946 році, а згодом закінчив російський курси у КНР. Повернувшись, він приєднався до іноземної служби і став перекладачем у 1952 році Нгуйен Лен Бнг, першим послом В'єтнаму в Радянському Союзі. Потім він працював у департаменті Радянського Союзу та Східної Європи в Міністерстві закордонних справ та в посольстві у Франції. У 1973 році він став послом у Угорській Народній Республіці і залишався там до 1976 року. 18 березня 1977 року він обійняв посаду посла у ФРН і як такий був також акредитований як посол в Австрії, Швейцарії та Ірані до 1981 року. У 1981 році він став віце-міністром зовнішньої торгівлі, а згодом був послом у Радянському Союзі між 1987 і 1991 роками. Тим часом він був на VI ст. Конгресі партії (15-18 грудня 1986 р.) Обраний членом Центрального Комітету Комуністичної партії В'єтнаму.
У серпні 1991 р. Нгуїн Мьонх Кем замінив Нгуйана Цюша на посаді міністра закордонних справ Соціалістичної Республіки В'єтнам і обійняв цю посаду, поки його в лютому 2000 року не замінив Нгуїн Ді Ніен. 6 листопада 1993 року він також став членом Політбюро ЦК, вищого керівного органу КПВ. Він був підтверджений членом Політбюро на 8-му конгресі партії (28 червня — 1 липня 1996 р.) та 4-му пленарному засіданні ЦК 22 грудня 1997 р. та був членом цього органу до 22 квітня 2001 року. Крім того, він став віце-прем'єр-міністром у 1997 році з відповідальністю за економіку і обіймав цю посаду до 2002 року. З грудня 2005 року він став президентом Агентства промоції студентів.